# Identification électronique
L'identification électronique ou passeport suisse numérique (e-ID) est le terme utilisé en Suisse pour désigner une preuve d'identité numérique.

## Base juridique
Les exigences en matière de preuve d'identité sont réglées dans la loi fédérale sur les services d'identification électronique (LSIE), qui a été adoptée le 27 septembre 2019. 
Ce passeport numérique pourrait être proposée par différentes organisations. Il peut s'agir d'entreprises privées ou d'acteurs étatiques par exemple, les cantons. La Confédération se limite à la surveillance de ces fournisseurs et à la vérification effective de l'identité.

## Comité référendaire
Un comité composé de personnes représentantes de Digital Society, Campax, WeCollect et de l'association Public Beta ont lancé un référendum contre ce projet de loi fédérale qui a recueilli 64000 signatures. En outre, différents partis politiques dont le  Parti Socialiste, les Verts, le Parti pirate, les Vert'libéraux ainsi que divers syndicats dont l'union syndicale suisse, le  syndicat des services publics, Syndicom et diverses faîtières dont le Conseil suisse des aînés, l'Association suisse des aînés et la Fédération des associations de retraités  s'engagent contre le projet.  Les principales critiques sont que les données personnelles sensibles seront gérées par des sociétés privées et que la loi encourage l’accumulation de ces données en mains privées. De plus cette commercialisation rabaisserait la Confédération au rang de simple fournisseuse de données. La loi n'indique aucune limite quant aux prix qui pourront être pratiqués. Huit cantons dont le canton de Vaud estiment que l'émission de pièces d'identité reste une tâche de l’État. 
La votation aura lieu le 7 mars 2021

## Fournisseurs
En Janvier 2021, deux fournisseurs ont annoncé leur intention de proposer une solution d'identification électronique. D'une part, le groupe SwissSign, un consortium composé des CFF, de la Poste, de Swisscom, du groupe financier Six ainsi que des grandes banques comme le Crédit Suisse, Raiffeisen, l'UBS, la Banque cantonale de Zurich ainsi que de la compagnie d'assurance la Mobilière, souhaite faire de SwissID une e-ID. D'autre part, le canton de Schaffhouse souhaiterait également faire certifier sa solution existante.